# RedTube
RedTube est un site web pornographique américain, dont la présentation est anglophone et qui diffuse du contenu vidéo. Il est la propriété du groupe MindGeek.

## Historique
RedTube a été créé en décembre 2007 et a été identifié comme l'un des 5 sites se développant le plus rapidement cette année-là par le magazine Wired. Ce site repose sur un concept simple : le partage des vidéos en ligne. Son slogan est Home of free porn videos (que signifie « L'accueil de vidéos pornographiques gratuites »). Tout comme l'offrent ses concurrents YouPorn et PornTube, il est possible de télécharger, à partir du site, des vidéos en streaming ou des séquences vidéos au format FLV.
Mettant à disposition des visiteurs des contenus fournis par des particuliers, RedTube est aussi utilisé comme vitrine publicitaire par d'autres sites pornographiques qui y mettent en ligne des bandes-annonces, des extraits de films ou des montages vidéo.
À la différence de ses concurrents, RedTube se démarque par l'originalité de son nom. En effet c'est l'un des seuls sites pornographiques à ne pas utiliser un nom à caractère sexuel. Le 21 octobre 2015, YouTube annonce le lancement de sa plateforme payante YouTube Red, nom qui n'est pas sans rappeler celui de RedTube,.
Le nom redtube vient de red light district à Montréal (un quartier de prostitution dans les années 1970).
La plupart des vidéos présentes sur le site sont amateurs.